# 回南天
回南天（中港稱回南天）是中国南方、中国长江流域、中国江南地区、
臺灣、越南北部冬末春初的一种现象。原因為溫暖且帶有水氣的海風吹進長期籠罩在冷空氣下的地區，該地區大多物體的溫度低於吹入海風的露點，所以當濕暖空氣遇到寒冷物體表面被冷卻到低於露點時，會凝結為水滴並依附在物體表面，此為返潮現象的原因，因此現象需要暖空氣接觸冰冷表面，故常發生於比熱大的物體，例如地板、牆面等。
回南天常見於中國南方地區，因為季風的因素，春天時該地區的風向為自太平洋吹往陸地的南風，冬天時為乾冷的北風，受到溼暖海風與乾冷北風的影響。
由於二三月時，北方冷氣團的勢力減弱，南風暖氣團的勢力增強，使凝結在物體表面的水滴在蒸發後再次凝結，所以會有多次的回南現象。

## 影响
回南天的潮濕天氣，可使部份建築物的牆壁或地面滲水，衣服、皮革及木製品也較容易發霉，同时空气中的湿度接近饱和，衣物不易晾干，一些食品也很容易受潮，进而霉變腐烂。
长期过于潮湿的环境不利于大多数植物的养护，土壤中的水分过多也会导致植物根部腐烂。